# Patrick Leonard
Pour les articles homonymes, voir Leonard.
Patrick Ray Leonard, né le 14 mars 1956 à Crystal Falls dans le Michigan, est un auteur-compositeur, américain. C'est aussi un claviériste, compositeur de musiques de films et producteur de musique, connu pour sa longue collaboration avec Madonna. Son travail avec cette dernière comprend ses albums True Blue (1986), Who's That Girl (1987), Like a Prayer (1989), I'm Breathless (1990) et Ray of Light (1998). Il a réalisé son documentaire de 2008 intitulé I Am Because We Are, a joué du clavier avec elle à Live Aid (1985) et a été directeur musical et claviériste pour les tournées Virgin Tour (1985) et Who's That Girl World Tour (1987).
Leonard a travaillé avec une grande variété d'artistes, notamment Pink Floyd et Roger Waters, Elton John, Leonard Cohen, Bryan Ferry, Julian Lennon, Rod Stewart, Michael Jackson, Fleetwood Mac, Jeff Beck, Peter Cetera. Jewel, Blue October, Duncan Sheik, Michael W. Smith, Marianne Faithfull et Robbie Robertson. Il était la moitié du groupe art-pop Toy Matinee avec Kevin Gilbert et Third Matinee avec Richard Page. Il a également agi en tant que compositeur pour divers films et productions théâtrales.
Patrick Leonard a collaboré avec Leonard Cohen, scénariste et producteur pour Old Ideas (2012) et Popular Problems (2014), et coauteur et coproducteur de You Want It Darker (2016). Nevermind, une chanson de l'album Popular Problems que Patrick Leonard a coécrite et produite, a été présenté comme thème du titre de la saison 2 de True Detective sur le réseau de télévision HBO . Leonard Cohen a fait remarquer que Patrick Leonard "est un compositeur si magnifique. Je ne pense pas que quiconque travaille aujourd'hui avec ce genre de compétences".
En 1997, Patrick a publié l'album instrumental Rivers sur son propre label, Unitone.
Il a trois enfants : une fille Jessica, écrivaine (pour qui la chanson « Dear Jessie » de Madonna a été écrite), et deux fils, Sean, musicien, et Jordan, un cartographe de projection et VJ sous le nom de Pickels Visuals.

## Début de carrière
Patrick Leonard est né à Crystal Falls, dans le Michigan. Il est entré dans le monde de la musique avec le groupe pop rock basé à Chicago, Whisper, puis le même groupe, Trillion (dont le nom a été modifié pour des raisons légales), avec le futur chanteur de Toto, Dennis Frederiksen. Au début de sa carrière, il a également joué au clavier au sein du groupe de Frank Zappa en 1976 et du groupe Allman Brothers en 1980.
Il a ensuite été directeur musical et claviériste pour les Jackson Five du Jackson Victory Tour en 1984.

## Influences
« Des albums tels que The Lamb Lies Down on Broadway, The Dark Side of the Moon ou The Wall, c'est ce avec quoi j'ai grandi et c'est ce que je rêvais de faire un jour », se souvient-il en 1992. « J'étais un grand fan de Gentle Giant et de Jethro Tull. Mais je devais nourrir mes enfants et chauffer ma maison, alors j'ai écrit des chansons avec une petite fille qui est devenue extrêmement populaire, elle s'appelle Madonna, c'est vraiment aussi simple que cela. »

## Certains de ses travaux
- Madonna (1985-1990, 1994, 1998, 2008)
  - Directeur musical – The Virgin Tour (1985); Who's That Girl Tour (1987)
  - Coauteur et coproducteur de True Blue (1986): "Live to Tell", "La Isla Bonita", "Where's the Party", "White Heat", "Love Makes the World Go Round"; de Who's That Girl (1987): "Who's That Girl", "The Look of Love"; de Like a Prayer (1989): "Like a Prayer", "Cherish", "Till Death Do Us Part", "Promise to Try", "Pray for Spanish Eyes", "Act of Contrition", "Dear Jessie", "Oh Father", "Supernatural"; from I'm Breathless (1990): "Hanky Panky", "Cry Baby", "He's a Man", "Now I'm Following You" et "Something to Remember" sur Something to Remember; de With Honors (1994): "I'll Remember"; de Ray of Light (1998): "Frozen", "Nothing Really Matters", "Has to Be", "Sky Fits Heaven", "Skin"
  - Coproducteur – "To Have and Not to Hold" (1998) "The Power of Good-Bye" (1998), "I'm Going Bananas" (1990) et "Open Your Heart" (1986).
  - Musique de film – I Am Because We Are (2008) - Leonard a composé la musique pour le documentaire écrit, narré et produit par Madonna.
- Bryan Ferry – coproduction de l'abum Bête Noire (1987)
- Duncan Sheik – production de l'album Daylight
- Nick Kamen – coécrit la chanson "Tell Me" avec Madonna (1988)
- Anna Vissi – Apagorevmeno, écrit et produit
- Jody Watley – "Most of All"
- Julie Brown – "Boys 'R a Drug" (1987)
- Donna De Lory – coécrit la chanson "Just a Dream" avec Madonna (1992)
- Pink Floyd – chanson "Yet Another Movie" de l'album A Momentary Lapse of Reason (1987), coproduction et claviers
- Roger Waters – album Amused to Death (1992), coproduction et claviers, orgue Hammond, piano et synthétiseur (« La plus gratifiante expérience que j'ai eue », a dit Patrick Leonard. « J'adore Roger, je crois qu'il est brillant. »)
- Bon Jovi – coproduction de l'album This Left Feels Right
- Fleetwood Mac – "Love Shines", "Heart of Stone",
- Julian Lennon – produit l'album, joue les claviers sur Mr. Jordan, et coécrit la chanson, "Make It Up to You" (1989)
- Pat Monahan – Last of Seven
- The Williams Brothers – "Some Become Strangers" (1987)
- Carly Simon – "If It Wasn't Love" (1986)
- Boz Scaggs – "Cool Running" (1988)
- Cheap Trick – "Everybody Knows" (2009)
- Peter Cetera – "One Good Woman"
- Lara Fabian – a écrit et produit 3 chansons pour son premier album en anglais, Lara Fabian: "Part Of Me", "Givin' Up On You" and "Yeliel (My Angel)"
- Natalie Imbruglia – "That Day"
- Jewel – produit Spirit et coécrit la chanson, "Hands"
- David Darling – "96 Years"
- Ilse DeLange – produit The Great Escape (2006)
- Elton John – The Road to El Dorado (produit et coécrit "Someday Out Of The Blue"), Songs from the West Coast (produit)
- Laura Pausini – From the inside Production
- Ken Hensley (ex–Uriah Heep) – From Time to Time (1994), claviers "There Comes a Time"
- Leonard Cohen – Old Ideas (2012), coauteur et claviériste
- Leonard Cohen – Popular Problems (2014), coauteur et production
- Leonard Cohen – You Want It Darker (2016), coauteur et claviériste
- Marianne Faithfull – coécrit "Mother Wolf" sur Give my Love to London avec Marianne
- Robbie Robertson – coécrit "Skinwalker" sur Music for the Native Americans avec Robertson